# Branka Lozo
Branka Lozo (djevojački Vodopija; Zagreb, 1. studenoga 1961.) hrvatska je znanstvenica, sveučilišna profesorica i političarka. Redovita je profesorica u trajnom zvanju na Grafičkom fakultetu Sveučilišta u Zagrebu, gdje predaje kolegije vezane uz materijale u grafičkoj tehnologiji. Politički je aktivna kao članica predsjedništva stranke Dom i nacionalno okupljanje (DOMiNO). Kandidatkinja je za predsjednicu Republike Hrvatske 2024.

## Obrazovanje i akademska karijera
Klasičnu gimnaziju  u Zagrebu završila je 1980. godine. Diplomirala je na Višoj grafičkoj školi 1984., a zatim na Zajedničkom studiju grafičke tehnologije 1986. godine. Doktorat iz područja tehničkih znanosti stekla je na Grafičkom fakultetu Sveučilišta u Zagrebu, gdje je kasnije izgradila akademsku karijeru.
Na matičnom fakultetu napredovala je od stručne suradnice (1987. – 2004.), preko asistentice i više asistentice, do docentice (2006.) i izvanredne profesorice (2011.). Područje njezina znanstvenog interesa obuhvaća materijale u grafičkoj tehnologiji, proizvodnju i svojstva papira te inovativne grafičke materijale.
Sudjelovala je u više međunarodnih projekata te na brojnim kongresima diljem Europe, SAD-a i Kanade. Pojedine kongrese je samostalno organizirala i predsjedala im. Čelnica je međunarodne cehovske udruge grafičara. Za svoj rad primila je više priznanja, uključujući Rektorovu nagradu Sveučilišta u Zagrebu (1984.) te stipendije Europske znanstvene zaklade (2005. i 2006.).

## Politika
Politički je aktivna kao članica predsjedništva stranke Dom i nacionalno okupljanje (DOMiNO). Kandidirala se za zastupnicu u Europskom parlamentu, a 2024. godine objavila je kandidaturu za predsjednicu Republike Hrvatske. Prije je bila članica predsjedništva stranke Domovinski pokret te članica predsjedništva podružnice Domovinskog pokreta Grada Zagreba.

## Osobni život
Potječe iz liječničke obitelji s korijenima koji sežu od Slavonije do Gorskoga kotara i Dalmacije. U braku je s Boženkom Lozom od 28. travnja 1984. godine, s kojim ima petero djece.